# Krzykawa
Krzykawa – wieś w Polsce położona w województwie małopolskim, w powiecie olkuskim, w gminie Bolesław.
| SIMC    | Nazwa         | Rodzaj    |
| ------- | ------------- | --------- |
| 0212908 | Dołek         | część wsi |
| 0212914 | Dziurka       | część wsi |
| 0212920 | Górka         | część wsi |
| 0212937 | Koło Remizy   | część wsi |
| 0212943 | Krzykawa Nowa | część wsi |

Wieś biskupstwa krakowskiego w powiecie proszowickim w województwie krakowskim w końcu XVI wieku.
W latach 1954–1968 wieś należała i była siedzibą władz gromady Krzykawa, po jej zniesieniu w gromadzie Bolesław. W latach 1975–1998 miejscowość administracyjnie należała do województwa katowickiego.
W miejscowości znajduje się Zespół Szkół im. płk. Fr. Nullo.